# Пекулий
Пекулий (лат. Peculium) — обозначение в римском частном праве обособленного имущества, которое глава семейства (pater familias) мог передать во владение какому-либо лицу для использования и получения доходов и таким образом ограничивая ответственность по обязательствам размерами пекулия.

## Условия владения пекулием
При развитом в Древнем Риме рабовладельческом строе пекулий был выгоден рабовладельцам и их рабам: раб с помощью пекулия приумножал состояние своего господина, и при этом получал возможность вести более свободный образ жизни, обзаводясь собственным имуществом.
Пекулий, оставаясь собственностью отца семейства, мог быть в любой момент затребован назад. В случае смерти подвластного пекулий возвращался в обладание отца, в случае же смерти отца семейства пекулий переходил к его наследникам со всем остальным его имуществом.

## Виды пекулия
- Военный пекулий (лат. peculium castrense) — военная добыча и всё имущество, добытое на военной службе (согласно специальному постановлению Императора Августа). В случае военного пекулия подвластный мог оставлять завещание на имущество.
- Квазивоенный пекулий (лат. peculium quasi castrense) — пекулий, распространяющийся на всё имущество, приобретённое на гражданской или церковной службе, а также подарки императора (введено при Константине I).[3]
- Добро, пришедшее со стороны (лат. bona adventicia) — имущество, полученное от восходящих или боковых родственников.[3]
- Рабский пекулий  — пекулий, который был пожалован рабу своим господином.[4]